# رسالة في زجاجة (فلم)
رسالة في زجاجة (بالإنجليزية: Message in a Bottle) هو فيلم دراما رومانسي أمريكي من إخراج لويس ماندوكي وبطولة كيفين كوستنر، روبين رايت وبول نيومان، صدر الفيلم في 12 فبراير 1999.

## روابط خارجية
مقالات تستعمل روابط فنية بلا صلة مع ويكي بيانات